# Liste der Monuments historiques in Cloué
Die Liste der Monuments historiques in Cloué führt die Monuments historiques in der französischen Gemeinde Cloué auf.

## Liste der Objekte
| Bezeichnung                                                        | Beschreibung                     | Standort                        | Kennzeichnung | Schutzstatus | Datum | Bild |
| ------------------------------------------------------------------ | -------------------------------- | ------------------------------- | ------------- | ------------ | ----- | ---- |
| Grabplatte für François Constant, seine Frau und ihre zwölf Kinder | Stein, Ende des 17. Jahrhunderts | in der Kirche St-Maixent (Lage) | PM86000147    | Classé       | 1960  |      |